# Cotylana caledonica
Cotylana caledonica är en insektsart som först beskrevs av Melichar 1906.  Cotylana caledonica ingår i släktet Cotylana och familjen sköldstritar. Inga underarter finns listade i Catalogue of Life.